# Biela (dopływ Odry)
Biela (Biała) – niewielka rzeka w województwie lubuskim w powiecie krośnieńskim (gminy Bytnica i Krosno Odrzańskie), prawy dopływ Odry. Płynie głównie przez obszary leśne puszczy lubuskiej. Wypływa z Jeziora Kokno w miejscowości Bytnica będąc przedłużeniem wpływającego do tego jeziora strumienia Młynówka. Przepływa przez kilka jezior. Zasila też w wodę stawy hodowlane. Uchodzi do Odry poniżej Krosna Odrzańskiego w miejscowości Osiecznica; główny dopływ: Lińska Struga (pr.)